# Mohammed Chia al-Soudani
 (janvier 2013).
Si vous disposez d'ouvrages ou d'articles de référence ou si vous connaissez des sites web de qualité traitant du thème abordé ici, merci de compléter l'article en donnant les références utiles à sa vérifiabilité et en les liant à la section « Notes et références ».
Mohammed Chia al-Soudani (arabe : محمد شياع السوداني), né le 4 mars 1970, est un homme d'État irakien, Premier ministre depuis le 27 octobre 2022. 
Il est également gouverneur de la province de Maysan de 2009 à 2010 et ministre des droits de l'homme de l'Irak dans le gouvernement de Nouri al-Maliki de 2010 à 2014,.

## Biographie

### Jeunesse
Soudani naît à Bagdad en 1970. Il est marié et a quatre fils. Il est titulaire d'une licence en sciences agricoles de l'université de Bagdad et d'une maîtrise en gestion de projet.
En 1980, à l'âge de dix ans, il voit son père et cinq autres membres de sa famille exécutés pour leur appartenance au parti islamique Dawa. Il participe à l'insurrection irakienne de 1991.
En 1997, il est nommé au bureau de l'agriculture de la province de Maysan où il travaille notamment avec l'Organisation des Nations unies pour l'alimentation et l'agriculture (FAO).
Après l'Invasion de l'Irak par les États-Unis en 2003, il travaille comme coordinateur entre la province de Maysan et l'administration de l'autorité provisoire de la coalition. En 2004, il est nommé maire d'Al-Amara, capitale de la province. En 2005, il est élu membre du Conseil de la province de Maysan, puis réélu en 2009. 

### Gouverneur de la province de Maysan

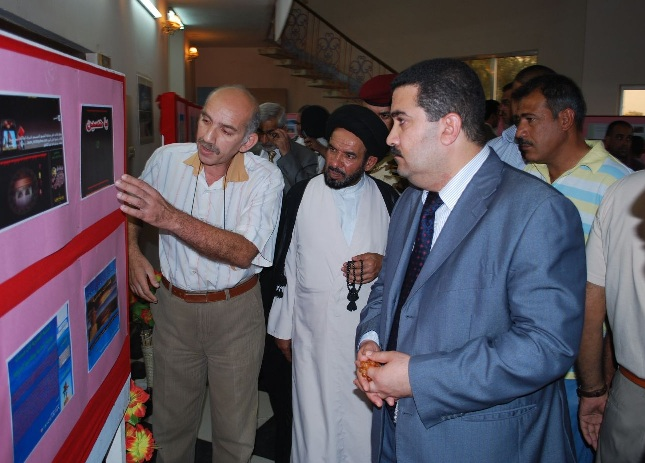
Mohammed Chia al-Soudani en tant que gouverneur de la province de Maysan en 2010

En 2009, la coalition de l'État de droit remporte la majorité des sièges aux élections locales de la province de Maysan. Le Conseil de la province élit Mohammed Chia al-Soudani comme gouverneur de la province.

### Ministre irakien des droits de l'homme
Le 21 décembre 2010, le gouvernement de Nouri al-Maliki, dont Soudani est un proche disciple, est approuvé à l'unanimité par le parlement, plus de neuf mois après les élections législatives. Soudani est nommé Ministre des droits de l'homme, poste qu'il occupe jusqu'en 2014.

### Premier ministre
Après des mois d'impasse politique à la suite des élections législatives anticipées d'octobre 2021, le Conseil des représentants élit le 13 octobre 2022 Abdel Latif Rachid comme nouveau président de la république qui prête serment le 17 octobre suivant, et charge Mohammed Chia al-Soudani de former un gouvernement. Celui-ci dispose de trente jours pour former son gouvernement. Il présente son gouvernement le 27 octobre et obtient la confiance du Parlement le jour même, devenant le nouveau Premier ministre.

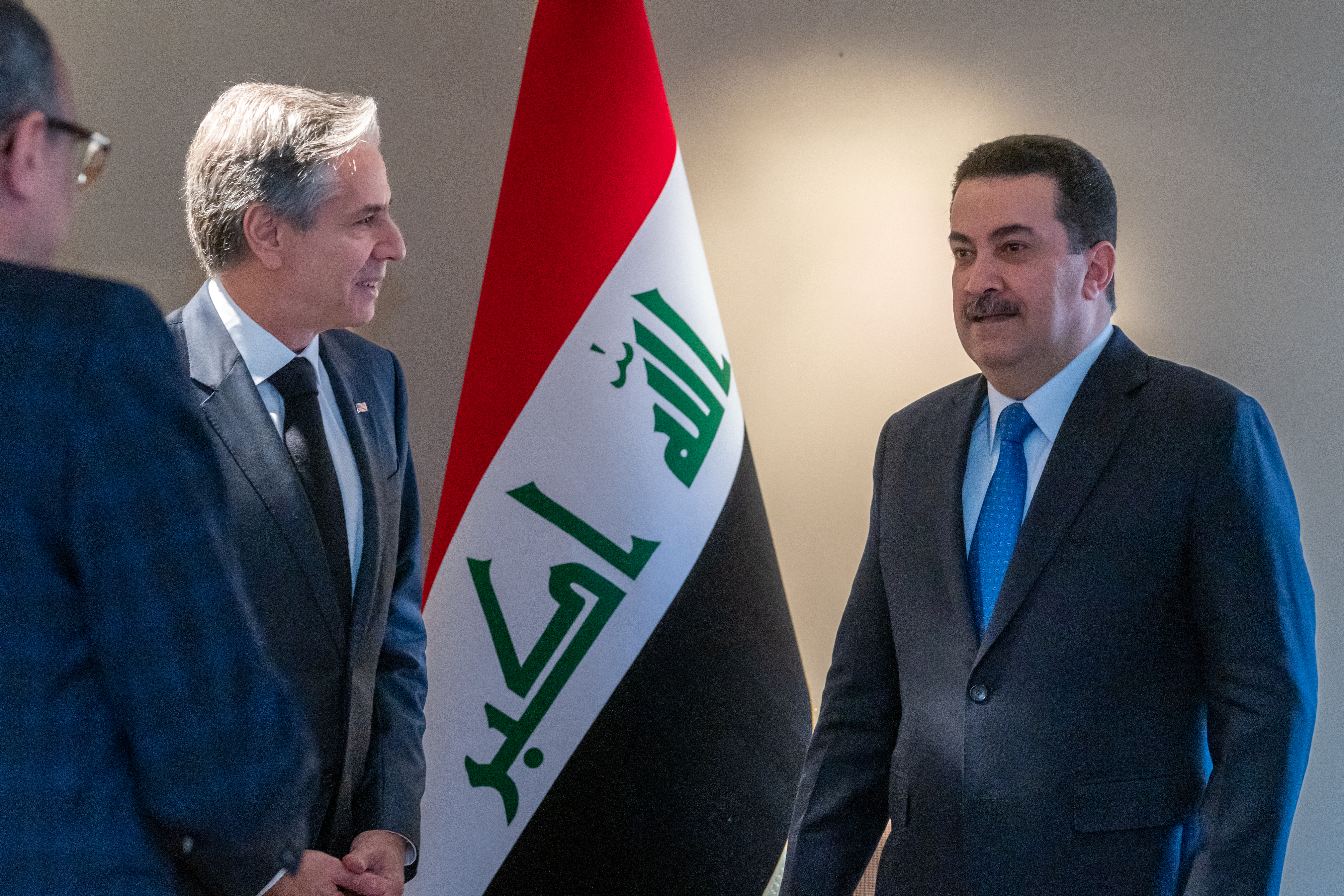
Mohammed Chia al-Soudani avec le secrétaire d'État des États-Unis Antony Blinken à Munich, en Allemagne, 2023.

En janvier 2023, il accorde une interview au Wall Street Journal dans laquelle il défend la présence de troupes américaines dans le pays, déclarant n'avoir fixé aucune date pour leur départ et insistant sur le fait qu'elles sont là pour former et assister les forces de sécurité irakiennes (en) dans leur lutte contre Daech. 
Al-Soudani gagne en popularité, étant le premier Premier ministre irakien à ne pas jouir d’une seconde nationalité, à avoir grandi et étudié en Irak. Il axe son mandat sur une politique de grands travaux, une mise à distance des groupes clientélisés par l’Iran, et la négociation du départ des dernières troupes américaines présentes dans le pays. 